# 栃乃若導大
栃乃若 導大（とちのわか みちひろ、1988年4月6日 - ）は、兵庫県尼崎市出身で春日野部屋に所属した元大相撲力士。本名は李 大源（イ・デウォン）。愛称はリー。
在日韓国人の父親と韓国人の母親を持つ在日3世。国籍は韓国。身長196cm(最高197cm)、体重181kg。血液型はAB型。得意手は左四つ、寄り。最高位は西前頭筆頭（2012年3月場所）。

## 来歴

### 入門前
幼少期より体格に恵まれており、尼崎市立成徳小学校1年生の頃にドッジボールを行った際に投げたボールが同級生の顔面に直撃してしまったことで周りの同級生との体格差を痛感した担任教師がドッジボールで利き腕で投げることを禁じたという逸話を持っている。小学2年生の時に尼崎市のちびっこ相撲大会に出場し、これが生まれて初めての相撲大会出場となった。結果は2位に終わったが優勝を逃した悔しさから翌年の夏休みに開かれた相撲教室に通い、5年生になってからは相撲道場で本格的に稽古を始めた。他に柔道も習い、小学校卒業時点では身長180cm、体重120kgの巨体に育っていた。そんな李に目を付けていたのは実家に近い報徳学園中学校・高等学校で当時相撲部の監督を務めていた福田耕治であり、李本人も「甲子園でも有名な報徳で好きな相撲も取れるなら」と中学からの入学を決めた。
報徳学園中学校3年時に全国都道府県中学生相撲選手権大会で個人戦優勝、報徳学園高校3年時に高校横綱になった。インターハイ個人戦前夜に小学校時代の恩師と深夜まで話し合い「あした優勝したらプロにいけばいい」と腹を決め、実際に優勝したことで気持ちが固まり、福田と親交があった春日野が師匠を務める春日野部屋に入門した。

### 初土俵から十両昇進まで
しかし入門当初の体格に任せて肩越しに上手を取りにいき、差しにこだわって足が止まる李の相撲ぶりを見た春日野は「（番付は）上がることは上がるかもしれないけど、このままではそこそこの力士で終わる」と直感し、以来当たって前に出る相撲を徹底的に指導した。2007年1月場所において前相撲から初土俵を踏んだ。後に幕内昇進を遂げた山本山、阿覧、市原、天鎧鵬が同期として初土俵を踏んだが、多士済々の顔ぶれの中「最終的に李が全員を追い抜くよ。それだけの素材だ」と予測する親方が何人もいた（この全員が前頭へは到達したが、結果的には、三役に上がれたのは関脇の阿覧のみ）。同年5月場所では序二段で7戦全勝の成績を挙げて優勝決定戦まで進出したが、優勝決定戦では同時期に入門した尾上部屋の山本山に敗れた。同年11月場所には早くも幕下へ昇進し、2008年7月場所では西幕下10枚目の位置まで番付を上げたが、その7月場所では2勝5敗と自身初となる負け越しを記録した。ここから2年出世が停滞し、春日野も「元の（まわしを取る）相撲に戻した方がいいんじゃないか」と迷うほどに精彩を欠いた。2009年11月場所に四股名を本名の「李」から「栃乃若」へと改名してもしばらく停滞から抜け出せず、当の本人も「高校ではこれで勝ってきたんだという変なプライドがあった。自分の相撲が通用しないって、わかりたくなかったんでしょう」と気持ちの上でふてくされていた。転機は西幕下4枚目で迎えた2010年7月場所。野球賭博問題で大量の謹慎者が出た影響で、幕下から多くの昇進者が出るチャンスが巡ってきた。「ここで勝てなければもう自分は上がれない」とプライドをかなぐり捨て、目の前の相手に必死にぶつかっていき、結果として翌場所の新十両昇進を確定させた。

### 十両昇進後
新十両となった2010年9月場所では8勝7敗と勝ち越し、翌11月場所では11勝4敗という好成績を挙げて、翌2011年1月場所では西十両2枚目の位置まで大きく躍進した。その1月場所でも12勝3敗の好成績を挙げて、翌場所での新入幕を確実としたものの、その後大相撲八百長問題が発覚したため翌3月場所の中止が決定し、そのため番付発表も行われなかったために、本人の新入幕の正式決定もなされなかった。同年2月28日に番付表代わりの「順席」が配布され、幕内の待遇を受けられることになった。これにより、御当地に相当する3月場所での新入幕を逃した格好となった。実質的には同年5月技量審査場所が新入幕の場所となり、その場所では7勝8敗と負け越したものの、翌7月場所では運よく番付据え置きとされた上で8勝7敗と勝ち越しを決めた。2012年3月場所では自己最高位となる西前頭筆頭まで番付を上げ、その3月場所では初日に大関・稀勢の里を破ったものの、結果的には5勝10敗と大敗した。翌5月場所では初日から右肘に大きなサポーターを装着しての土俵が続き、本来の力が全く発揮できずに2勝13敗と大敗した。続く7月場所でも精彩を欠いて5勝10敗と大敗を喫し、翌9月場所では十両へ陥落した。翌11月場所では初日から13連勝と絶好調だったものの、14日目に徳真鵬に敗れて土が付き、千秋楽でも佐田の富士との13勝1敗同士での対戦に敗れて十両優勝を逃した。
2013年1月場所において再入幕を果たし、10日目に2012年1月場所以来1年ぶりとなる幕内での勝ち越しを決めたが、翌3月場所では初日から6連敗し、7日目からは右大腿二頭筋筋断裂で全治2ヶ月との診断書を提出して休場し、結果的には7敗8休と大敗して、翌5月場所では十両へ陥落した。陥落後は2場所続けて10勝5敗と好成績で、9月場所に西前頭11枚目の地位に付き、ここでも9勝6敗の勝ち越しを果たした。翌11月場所は番付運に恵まれて一気に7枚上昇の西前頭4枚目まで地位を上げるも4勝11敗と振るわなかった。2014年1月場所は西前頭8枚目の地位で9勝6敗の勝ち越しを果たし、翌3月場所は西前頭2枚目まで昇進。この3月場所は4勝11敗と振るわず、続く5月場所は西前頭10枚目まで番付を落とした。西前頭2枚目での4勝11敗で8枚下降は、これまで栃乃若が見せた番付運と比べてやや不運であったが、この場所は9勝6敗と勝ち越し。この年は6場所通じて幕内で相撲を取ったが、11月場所で東前頭15枚目の番付で3勝12敗の大敗を喫して十両陥落が確定になった。

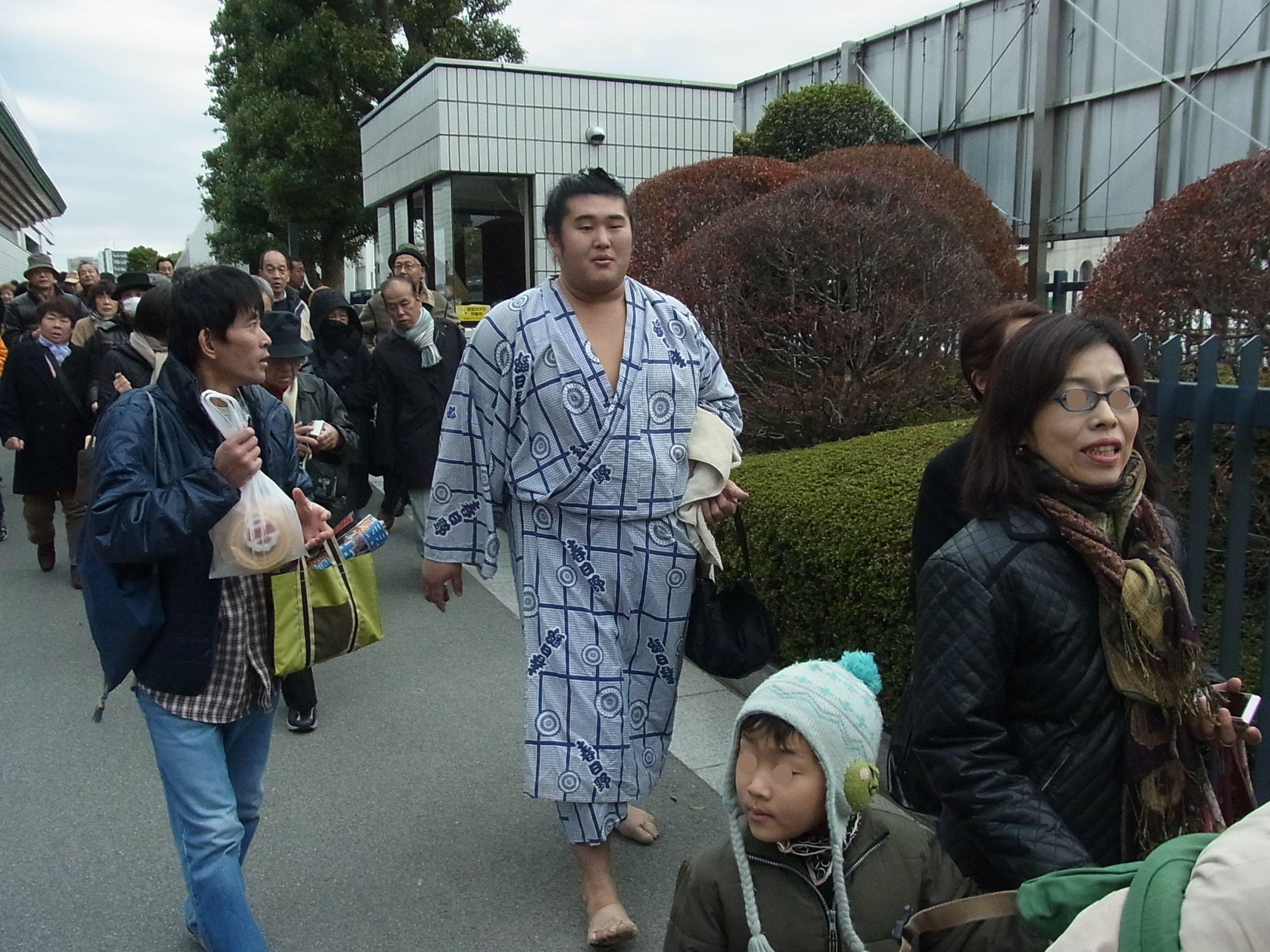
横綱審議委員会稽古総見（2011年12月23日撮影）

### 電撃引退
そして冬巡業を終えた直後に師匠の春日野に引退を申し出、4時間の説得を経て12月15日に引退届を提出した。師匠も「びっくりした」と語る電撃引退だった。本人は約2年前から引退を考え始め、両親にも相談したという。引退会見では「ギリギリまで悩みましたが、応援してくれる皆様の期待に応えられなかった。この歳でふがいない相撲を見せた自分に対して、これからも頑張ろうという気力を保つことができなくなった。突発的に見えるかもしれませんが、今までのふがいなさは、すでに限界を超えていました」とコメントしていた。なお、番付編成後の引退の為、翌場所の2015年1月場所には番付に名前が残った。2015年1月31日、都内如水会館で断髪式を行った。

### 引退後
2015年8月22日、東京ドームで行われた北海道日本ハムファイターズ対オリックス・バファローズ戦で始球式を行った。
引退後はヘルスケア機器・健康食品を扱う株式会社白寿生科学研究所に入社し、現在、ハクジュプラザ店長として健康指導などを行っている。

## 取り口など
体格を活かして寄り立てるのが一貫した相撲の流れであり、投げや引き技には全く頼らなかった。2013年11月場所2日目に髙安（前9月場所は小結）を簡単に寄り切った際には「毎日栃煌山関・碧山関の圧力を感じているので、自信を持っていけた。相手の重さを感じなかった」と稽古の成果を述べていた。力相撲に徹している反面、腰高と甘い立合いが大きな課題となっており、前捌きを許して負けるパターンが多かった。特に2012年の上位戦では速攻相撲に敗れる場面が目立っていた。脇の甘さゆえに左肘の大怪我も経験した。現役終盤には胸から当たってカイナを差し込む立合いの威力を評価されており、立合いの甘さが改善されていた。2012年1月場所で栃乃若と対戦した稀勢の里は「柔らかくて重い。今後要注意の相手になる」と警戒していた。しかし、一本背負いなどといった特殊技にやや弱く、これを見事に食ってしまうこともあった。特に、里山との対戦ではその傾向が良く出ていた。
しかし自身の目指す取り口と春日野の技術指導との間にズレが生じていたことが後の引退劇に繋がってしまった。引退会見では押しの指導が中心となっている春日野の技術指導に最後まで馴染めなかったことを明かしており、日頃より「うちの部屋は押しが基本。角界を代表する力士に、跳んだり跳ねたりさせたくなかった」と主張する春日野も引退会見で「後から聞いた話だが、好きなように相撲を取らせてほしかったと言っていた。いろんな疑問、苦労が彼の中にはあった。それに気づいてあげられなかった私がふがいない。今でも反省している」と悔いていた。

## 人物
気が優しく大人しい性格であり、本人はこの傾向を「心の弱さ」として自認している。左肘の怪我で十両で停滞していた頃の取材では「怪我ではなく気持ちの問題」という趣旨の回答をしていた。他方で関係者曰く「自分の世界に入り、周囲の助言を受け付けないところがある」といった頑固で内向的な部分もあったとされており、引退の際にも春日野が「本人は2年前から引退を考えていたというから、意思の疎通ができていなかった。すごく残念で後悔している」と胸の内を明かしている。引退直前の2014年12月に行われていた冬巡業では「体に何も悪いところがなく、稽古もやっていた。言い訳できることがないから怖い」と落ち込んでおり、こうした精神面の弱点が引退の引き金となった。

## 主な成績

### 通算成績
- 通算成績：267勝244敗11休 勝率.521
- 幕内成績：106勝156敗8休 勝率.408
- 現役在位：46場所
- 幕内在位：18場所

### 場所別成績
| | 一月場所 初場所（東京） | 三月場所 春場所（大阪） | 五月場所 夏場所（東京） | 七月場所 名古屋場所（愛知） | 九月場所 秋場所（東京） | 十一月場所 九州場所（福岡） |
| --- | ----------------------- | ----------------------- | ----------------------- | --------------------------- | ----------------------- | --------------------------- |
| 2007年 （平成19年） | （前相撲）              | 西序ノ口32枚目 5–2      | 西序二段94枚目 7–0      | 西三段目80枚目 6–1          | 東三段目23枚目 5–2      | 東幕下58枚目 5–2            |
| 2008年 （平成20年） | 西幕下38枚目 5–2        | 東幕下22枚目 5–2        | 西幕下13枚目 4–3        | 西幕下10枚目 2–5            | 東幕下23枚目 3–4        | 西幕下28枚目 4–3            |
| 2009年 （平成21年） | 東幕下21枚目 6–1        | 西幕下7枚目 1–3–3       | 東幕下24枚目 4–3        | 西幕下18枚目 1–6            | 西幕下40枚目 5–2        | 西幕下29枚目 6–1            |
| 2010年 （平成22年） | 西幕下11枚目 5–2        | 東幕下6枚目 3–4         | 東幕下11枚目 6–1        | 西幕下4枚目 4–3             | 東十両13枚目 8–7        | 東十両10枚目 11–4           |
| 2011年 （平成23年） | 西十両2枚目 12–3        | 八百長問題 により中止   | 西前頭11枚目 7–8        | 西前頭11枚目 8–7            | 西前頭7枚目 9–6         | 東前頭4枚目 7–8             |
| 2012年 （平成24年） | 西前頭4枚目 8–7         | 西前頭筆頭 5–10         | 西前頭4枚目 2–13        | 東前頭14枚目 5–10           | 西十両2枚目 5–10        | 東十両7枚目 13–2            |
| 2013年 （平成25年） | 東前頭15枚目 8–7        | 東前頭13枚目 0–7–8      | 東十両8枚目 10–5        | 西十両3枚目 10–5            | 西前頭11枚目 9–6        | 西前頭4枚目 4–11            |
| 2014年 （平成26年） | 西前頭8枚目 9–6         | 西前頭2枚目 4–11        | 西前頭10枚目 9–6        | 東前頭7枚目 5–10            | 西前頭9枚目 4–11        | 東前頭15枚目 3–12           |
| 2015年 （平成27年） | 西十両6枚目 引退 –      | x                       | x                       | x                           | x                       | x                           |
| 各欄の数字は、「勝ち-負け-休場」を示す。 優勝 引退 休場 十両 幕下 三賞：敢=敢闘賞、殊=殊勲賞、技=技能賞 その他：★=金星 番付階級：幕内 - 十両 - 幕下 - 三段目 - 序二段 - 序ノ口 幕内序列：横綱 - 大関 - 関脇 - 小結 - 前頭（「#数字」は各位内の序列） |                         |                         |                         |                             |                         |                             |

### 幕内対戦成績
| 力士名   | 勝数 | 負数 | 力士名   | 勝数 | 負数 | 力士名     | 勝数 | 負数 | 力士名   | 勝数 | 負数 |
| -------- | ---- | ---- | -------- | ---- | ---- | ---------- | ---- | ---- | -------- | ---- | ---- |
| 碧山     | 1    | 0    | 朝赤龍   | 1    | 1    | 旭日松     | 1    | 0    | 東龍     | 0    | 1    |
| 安美錦   | 3    | 3    | 阿夢露   | 0    | 1    | 阿覧       | 1    | 1    | 勢       | 1    | 2    |
| 逸ノ城   | 0    | 1    | 遠藤     | 1    | 2    | 大砂嵐     | 1    | 1    | 隠岐の海 | 4    | 4    |
| 魁聖     | 3    | 6    | 臥牙丸   | 3    | 4    | 鏡桜       | 2    | 0    | 鶴竜     | 0    | 3    |
| 稀勢の里 | 1    | 3    | 北太樹   | 4    | 5    | 旭秀鵬     | 2    | 1    | 旭天鵬   | 0    | 8(1) |
| 豪栄道   | 0    | 4    | 黒海     | 1    | 0    | 琴欧洲     | 0    | 2    | 琴奨菊   | 1    | 2    |
| 磋牙司   | 1    | 1    | 佐田の海 | 0    | 2    | 佐田の富士 | 2    | 5    | 里山     | 0    | 1    |
| 常幸龍   | 0    | 2    | 翔天狼   | 2    | 3    | 松鳳山     | 3    | 6    | 蒼国来   | 1    | 2    |
| 双大竜   | 0    | 1    | 大道     | 2    | 2    | 貴ノ岩     | 4    | 0    | 隆の山   | 2    | 0    |
| 高見盛   | 2    | 0    | 髙安     | 6    | 4    | 宝富士     | 4    | 0    | 豪風     | 1    | 4    |
| 玉飛鳥   | 1    | 2    | 玉鷲     | 4    | 4    | 千代鳳     | 0    | 3    | 千代大龍 | 2    | 1    |
| 千代丸   | 1    | 1    | 照ノ富士 | 0    | 3    | 天鎧鵬     | 0    | 1    | 時天空   | 5    | 2    |
| 德勝龍   | 2    | 2    | 土佐豊   | 0    | 1    | 豊ノ島     | 1    | 3    | 豊響     | 2    | 7    |
| 白鵬     | 0    | 4    | 把瑠都   | 0    | 2    | 日馬富士   | 1    | 3    | 富士東   | 2    | 5    |
| 寶智山   | 1    | 0    | 豊真将   | 2    | 5    | 誉富士     | 0    | 1    | 舛ノ山   | 3    | 2    |
| 雅山     | 3    | 3    | 妙義龍   | 1    | 3    | 嘉風       | 4    | 5    | 若荒雄   | 1    | 2    |
| 若の里   | 3    | 2    |          |      |      |            |      |      |          |      |      |

## エピソード
- 入門当時の四股名「李」の読み仮名は“り”の一文字だけで、大相撲史上最も短い四股名であった。独特の抑揚を付けるのが難しく、「呼び出し泣かせ」とも話題になった[2]。
- 十両昇進がほぼ決定していた2010年7月場所11日目、兄弟子の栃煌山が手に入れた懸賞金で、お祝いに帯を買ってもらった[23]。
- 設備上の理由[注釈 4]で碧山と同じ個室を使用していた。
- Twitterアカウントを持っていたが、2011年10月の師匠春日野親方の弟子暴行報道後にアカウントを削除した。
- 幕内で2度一本背負いに負けた記録がある。2011年9月場所5日目で磋牙司に、2014年1月場所12日目で里山に一本背負いを決められた[24][注釈 5]。
- 四股名「栃乃若」命名は伸び悩んでいた幕下時代に「気分が変われば」と春日野がすすめたことによる。春日野の現役時代の四股名と同音であることから本人は「うれしかったけど、名前負けするんじゃないかと思った」と命名当時を振り返ったこともある[25]。
- 本人は目下の目標を「三役」と公言するも春日野は「大関、横綱を狙える大器。本人もそのつもりだろう」と言い切っており、「『栃乃若』は通過点。その時が来れば、栃錦さんの墓前にでも手を合わせに行くよ」と、「栃錦」襲名も視野に入れていた[25]。春日野は報徳学園3年で高校横綱に輝いた頃の栃乃若に対して「協会の財産になる逸材」と大いに期待していたが、結果的には栃乃若はそれに応えられない自責の念に駆られて引退を決意するに至った[18]。

## 改名歴
- 李 大源（り でうぉん）2007年1月場所 - 2009年9月場所
- 栃乃若 導大（とちのわか みちひろ）2009年11月場所 - 2015年1月場所